# Owczary, Tỉnh West Pomeranian
Owczary [ɔfˈt͡ʂarɨ] (tiếng Đức Neuschäferei)  là một khu định cư ở khu hành chính của Gmina Grzmiąca, thuộc hạt Szczecinek, Tây Pomeranian Voivodeship, phía tây bắc Ba Lan.
Trước năm 1945, khu vực này là một phần của Đức. Đối với lịch sử của khu vực, xem Lịch sử của Pomerania.